# 255703 Stetson
255703 Stetson è un asteroide della fascia principale. Scoperto nel 2006, presenta un'orbita caratterizzata da un semiasse maggiore pari a 2,4203932 UA e da un'eccentricità di 0,1186450, inclinata di 5,14420° rispetto all'eclittica.
L'asteroide è dedicato all'astronomo canadese Peter Brailey Stetson.